# 平敦盛

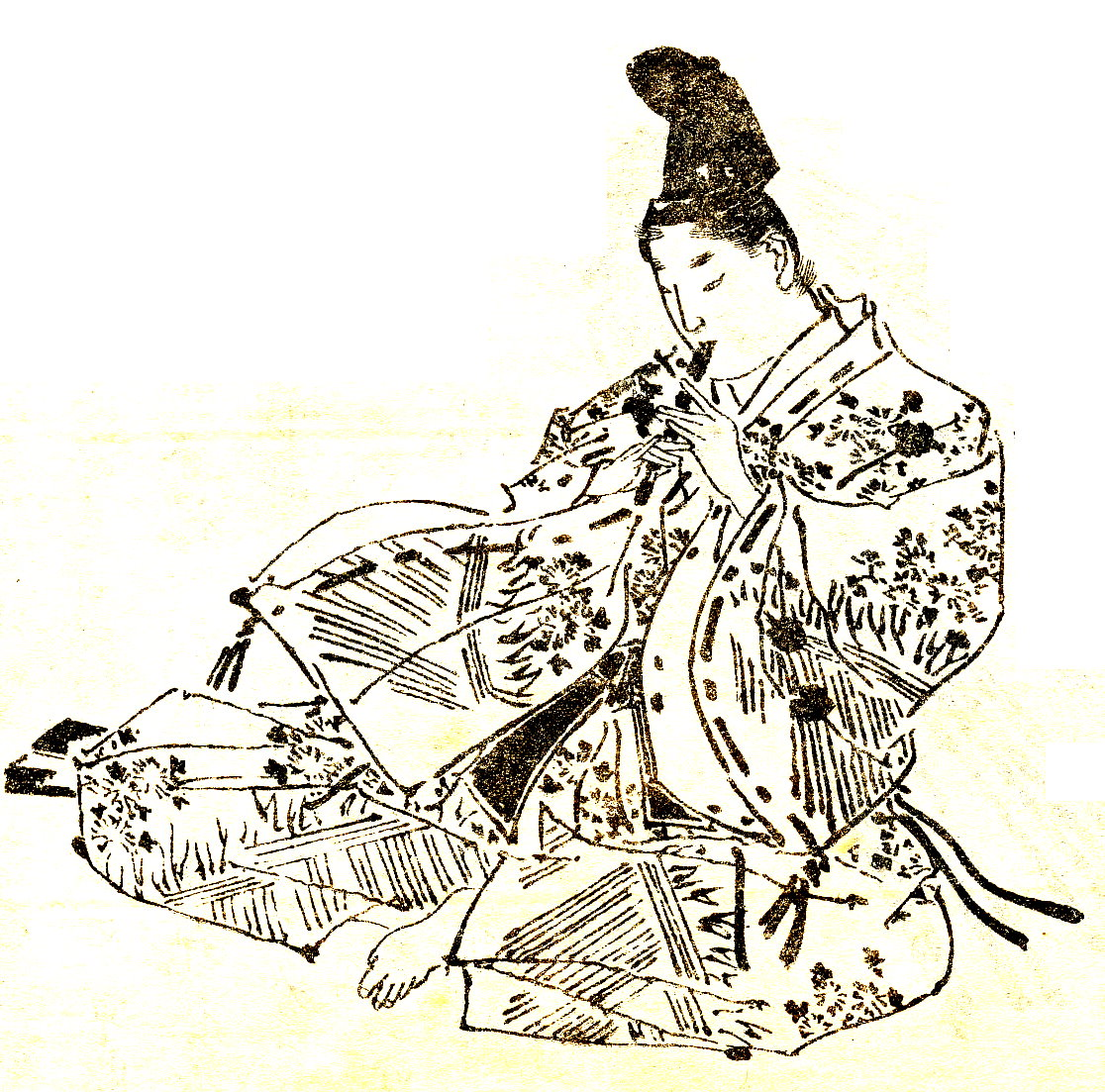
平敦盛，选自菊池容斋《前贤故实》

平敦盛（日语：／ Taira no Atsumori，1169年—1184年3月20日）是平安時代末期的武士，平經盛的末子。位階是從五位下，無官職名，故又称無官大夫。

## 生平
平敦盛同其祖父忠盛、父親經盛一樣，都是吹笛的名手。敦盛的祖父平忠盛曾獲鳥羽院賞賜一支名叫「小枝」的笛子（又作「青葉」），後來傳給了父親經盛；經盛見敦盛是吹笛名手，又傳給了他。
平敦盛在15歲的時候參與一之谷之戰，平家受到源氏的攻擊而撤退，敦盛騎馬向海上的船逃去。源氏的武將熊谷直實見他逃跑，向他高呼逃跑的武士是可恥的，要他立刻回到戰場，於是敦盛就回來了。敦盛同熊谷直實交鋒，被熊谷擊落馬下。當熊谷直實掀開敦盛的鎧甲時，發現敦盛無論年齡還是相貌都很像自己的兒子直家，因此猶豫是否要釋放敦盛。但敦盛卻認為被如此英勇的敵人殺死是光榮的，要求將自己殺死，因此直實只得將敦盛的首級砍下。經由源氏方面的主將檢視其首級而確認了其真實身份。
敦盛死後，熊谷直實將敦盛的笛子送往屋島，交給敦盛的父親平經盛。後來熊谷直實因感嘆其年輕生命的驟逝而突然出家。
《平家物語》記載了敦盛之死。後世日本人根據《平家物語》所記載的場面，創作了名叫《敦盛》的能劇、幸若舞和謠曲，以及歌舞伎《一谷嫩軍記》等作品。其中，最廣為人知的就是名叫《敦盛》的幸若舞。這個幸若舞頗為戰國時代的織田信長所喜好，織田信長在桶狹間之戰時，曾經吟誦該曲中的一節：
這也是所有有關平敦盛的文學作品中最為出名的一句。
平敦盛與熊谷直實決戰的場面也成了歌舞伎作品，名為《一谷嫩軍記》。
平敦盛的首級葬在高野山奧之院的須磨寺（首塚），屍身則葬在須磨浦公園（胴塚）。

## 相关作品
- 能劇 《敦盛》
- 幸若舞 《敦盛》
- 歌謠曲 《長編歌謡浪曲 須磨の浦悲曲》（三波春夫）
- 電視動畫 《平家物語》（聲：村瀨步）

## 外部連結
- http://www.gokuh.jp/ghp/busho/gp_101.htm （页面存档备份，存于）